# Čolek velký
Čolek velký (Triturus cristatus) je robustní ocasatý obojživelník. Do roku 1983 byl spojován do jednoho druhu s čolkem dravým (Triturus carnifex) z jižní Evropy (čolek dravý byl jeho poddruhem – Triturus cristatus carnifex). Oba druhy se spolu kříží.

## Vzhled
Celková délka se pohybuje okolo 15 cm, méně často i 18 cm. Kůže čolků velkých je zrnitá. Během suchozemského života mají vlhkou kůži, na rozdíl od ostatních čolků. Silné končetiny jsou zakončeny žlutě pruhovanými prsty. Suchozemská forma mívá černý hřbet, boky, hlavu a ocas, břicho je žluté s černými skvrnami. Zbarvení ve vodě bývá většinou hnědavé s tmavými skvrnami, může však být i černé. Krk a boky jsou posety spoustou drobných bílých teček. Svatební šat samců je tvořen hlavně velkým rozeklaným hřebenem na hřbetě. Dalším znakem k rozmnožování připravených samců je perleťový pruh na ocase.

## Způsob života
Během období rozmnožování žijí čolci velcí ve vodě. Pokud voda, kde se rozmnožili, nevyschne, zůstávají v ní dospělí čolci až do pozdního léta. Pokud žijí suchozemským životem, bývají přes den schovaní v úkrytech pod kameny, kmeny, v děrách v zemi a podobně. V noci se vydávají na lov různých členovců, červů či plžů. Než nastanou noční mrazy, vyhledávají bezmrazé úkryty, kde v zimním klidu přečkají zimu.

### Rozmnožování
Během časného jara (v březnu až dubnu) vnikají čolci velcí do vod k rozmnožování. Zde se samcům vytváří svatební šat a i samice vlivem vodního prostředí mírně mění podobu. K rozmnožování připravení samečci se samičkám dvoří. Prohýbají hřbet a vlnivými pohyby ocasu přihánějí k samičce vonné látky. Samička ochotná k páření přijme samečkův spermatofor, který jí zůstane viset na kloace a pak do ní vnikne.

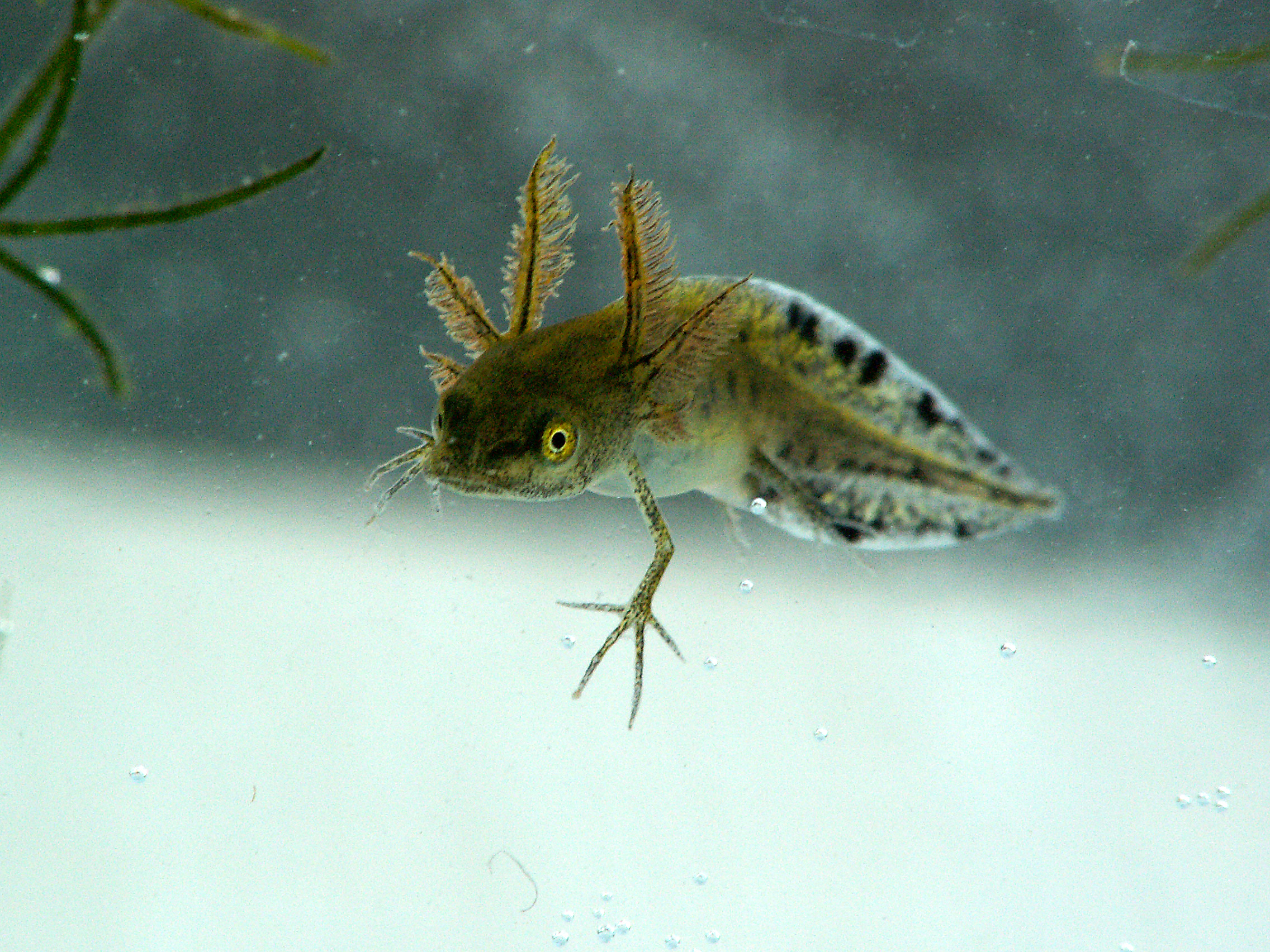
larva čolka velkého

Samička začne s kladením vajíček několik dnů po oplodnění. Vajíčka klade jednotlivě mezi listy vodních rostlin, postupně naklade 200 až 300 vajíček. Zadními končetinami tvaruje listy do jakési kapsičky, do které naklade vajíčko. Přibližně za dva týdny se líhnou okolo 1 cm dlouhé larvy. Vývoj larvy v malého čolka trvá asi 3 měsíce, pohlavní dospívání asi 3 roky. Na rozdíl od jiných čolků, mladí, pohlavně nedospělí, čolci velcí vnikají na jaře do vod společně s dospělými.

## Stanoviště
Čolci velcí se vyskytují v nížině i v horách. Obývají rozmanité biotopy, důležitá je však blízkost vody. K rozmnožování vyhledávají čisté rybníky, tůně, zatopené lomy či pískovny s vodní vegetací. Někdy také strouhy nebo malá jezera.